# Lijst van haakwormen
Deze lijst van haakwormen bevat alle in de wetenschappelijke literatuur beschreven soorten uit de stam Acanthocephala.
1. Acanthocephaloides claviformis - Araki & Machida, 1987[2]
2. Acanthocephaloides cyrusi - R. A. Bray, M. E. Spencer-Jones & J. W. Lewis, 1988[3]
3. Acanthocephaloides distinctus - Golvan, 1969
4. Acanthocephaloides geneticus - I. de Buron, F. Renaud & L. Euzet, 1986
5. Acanthocephaloides ichiharai - Araki & Machida, 1987
6. Acanthocephaloides incrassatus - (Molin, 1858)
7. Acanthocephaloides propinquus - (Dujardin, 1845)
8. Acanthocephalorhynchoides cholodkowskyi - (Kostylev, 1928)
9. Acanthocephalorhynchoides ussuriensis - Kostylew, 1941
10. Acanthocephalus acutispinis - Machado, 1968
11. Acanthocephalus acutulus - Van Cleave, 1931
12. Acanthocephalus alabamensis - O. M. Amin & E. H. J. Williams, 1983
13. Acanthocephalus anguillae - (Müller, 1780)
14. Acanthocephalus anthuris - (Dujardin, 1845)
15. Acanthocephalus balkanicus - Batchvoarov, 1974
16. Acanthocephalus breviprostatus - M. J. Kennedy, 1982
17. Acanthocephalus caspanensis - J. C. Fernandez & H. G. Ibarra, 1990
18. Acanthocephalus clavula - (Dujardin, 1845)
19. Acanthocephalus correalimai - Machado, 1970
20. Acanthocephalus criniae - Snow, 1971
21. Acanthocephalus curtus - (Achmerow & Dombrowskaja-Achmerova, 1941)
22. Acanthocephalus dirus - (Van Cleave, 1931)
23. Acanthocephalus domerguei - Golvan, Bygoo & Gassmann, 1972
24. Acanthocephalus echigoensis - Fujita, 1920
25. Acanthocephalus elongatus - Van Cleave, 1937
26. Acanthocephalus falcatus - (Frölich, 1789)
27. Acanthocephalus fluviatilis - Paperna, 1964
28. Acanthocephalus galaxii - Hine, 1977
29. Acanthocephalus goaensis - M. Jain & N. K. Gupta, 1981
30. Acanthocephalus gotoi - Van Cleave, 1925
31. Acanthocephalus gracilacanthus - Meyer, 1932
32. Acanthocephalus haranti - Golvan & Oliver in Golvan, 1969
33. Acanthocephalus hastae - Baylis, 1944
34. Acanthocephalus japonicus - Fukui & Morisita, 1936
35. Acanthocephalus kabulensis - Datta & Soota, 1956
36. Acanthocephalus kashmirensis - Datta, 1936
37. Acanthocephalus kubulensis - Datta & Soota, 1956
38. Acanthocephalus lizus - Li-Minmi, 1984
39. Acanthocephalus lucidus - Van Cleave, 1925
40. Acanthocephalus lucii - (Müller, 1776)
41. Acanthocephalus lutzi - (Linstow, 1896)
42. Acanthocephalus madagascariensis - Golvan, 1965
43. Acanthocephalus minor - Yamaguti, 1935
44. Acanthocephalus nanus - Van Cleve, 1925
45. Acanthocephalus nickoli - Khan & Bilqees, 1994
46. Acanthocephalus opsariichthys - Yamaguti, 1935
47. Acanthocephalus parallelotestis - Achmerov & Dombrowskaja-Achmerova, 1941
48. Acanthocephalus paronai - (Condorelli Francaviglia, 1897)
49. Acanthocephalus pesteri - Tadros, 1966
50. Acanthocephalus ranae - (Schrank, 1788)
51. Acanthocephalus rauschi - (Schmidt, 1969)
52. Acanthocephalus saurius - Bursey & Goldberg, 2003
53. Acanthocephalus serendibensis - Crusz & Mills, 1970
54. Acanthocephalus srilankensis - Crusz & Ching, 1976
55. Acanthocephalus tahleguahensis - Oetinger & Buckner, 1976
56. Acanthocephalus tenuirostris - (Achmerow & Dombrowskaja-Achmerova, 1941)
57. Acanthocephalus tigrinae - (Shipley, 1903)
58. Acanthocephalus tumescens - (von Linstow, 1896)
59. Acanthocephalus ula - H. Lent & C. P. Santos, 1990
60. Acanthogyrus acanthogyrus - Thapar, 1927
61. Acanthosentis acanthuri - Cable & Quick, 1954
62. Acanthosentis adriaticus - Amin, 2005
63. Acanthosentis alternatspinus - Amin, 2005
64. Acanthosentis anguillae - P. Q. Wang, 1981
65. Acanthosentis antspinis - Verma & Datta, 1929
66. Acanthosentis arii - Bilqees, 1971
67. Acanthosentis bacailai - Verma, 1973
68. Acanthosentis bilaspurensis - J. S. Chowhan, N. K. Gupta & S. Khera, 1987
69. Acanthosentis cameroni - Gupta & Kajaji, 1969
70. Acanthosentis cheni - Amin, 2005
71. Acanthosentis dattai - Podder, 1938
72. Acanthosentis giuris - Soota & Sen, 1956
73. Acanthosentis gobindi - J. S. Chowhan, N. K. Gupta & S. Khera, 1987
74. Acanthosentis golvani - N. K. Gupta & M. Jain, 1980
75. Acanthosentis heterospinus - A. Khan & F. M. Bilqees, 1990
76. Acanthosentis holospinus - Sen, 1937
77. Acanthosentis indicus - Tripathi, 1959
78. Acanthosentis malawiensis - Amin & Hendrix, 1999
79. Acanthosentis maroccanus - Dollfus, 1951
80. Acanthosentis multispinus - Wang, 1966
81. Acanthosentis nigeriensis - Dollfus & Golvan, 1956
82. Acanthosentis papilo - Troncy & Vassiliades, 1974
83. Acanthosentis parareceptaclis - Amin, 2005
84. Acanthosentis partispinus - Furtado, 1963
85. Acanthosentis periophthalmi - P. Q. Wang, 1980
86. Acanthosentis phillipi - S. N. Mashego, 1988
87. Acanthosentis putitorae - J. S. Chowhan, N. K. Gupta & S. Khera, 1988
88. Acanthosentis scomberomori - P. Q. Wang, 1980
89. Acanthosentis seenghalae - J. S. Chowhan, N. K. Gupta & S. Khera, 1988
90. Acanthosentis shashiensis - Tso, Chen, & Chien, 1974
91. Acanthosentis shuklai - N. Agrawal & H. S. Singh, 1982
92. Acanthosentis siamensis - H. U. Farooqi & P. Sirikanchana, 1987
93. Acanthosentis similis - P. Q. Wang, 1980
94. Acanthosentis sircari - Podder, 1941
95. Acanthosentis thapari - Parasad, Sahay & Shambhunath, 1969
96. Acanthosentis tilapiae - Baylis, 1948
97. Acanthosentis vancleavei - V. Gupta & S. Fatma, 1986
98. Acanthosentis vittatusi - Verma, 1973
99. Allorhadinorhynchus segmentatum - Yamaguti, 1959
100. Amapacanthus amazonicus - Guillermo Salgado-Maldonado & Portes-Santos, 2000
101. Andracantha baylisi - (K. Zdzitowiecki, 1986)
102. Andracantha clavata - (Goos, 1941)
103. Andracantha gravida - (Alegret, 1941)
104. Andracantha mergi - (Lundstroem, 1941)
105. Andracantha phalacrocoracis - (Yamaguti, 1939)
106. Andracantha tunitae - (Weiss, 1914)
107. Apororhynchus aculeatum - Meyer, 1931
108. Apororhynchus amphistomi - Byrd & Denton, 1949
109. Apororhynchus bivoluerus - Das, 1952
110. Apororhynchus chauhani - J. K. Sen, 1975
111. Apororhynchus hemignathi - (Shipley, 1896)
112. Apororhynchus paulonucleatus - Hoklova & Cimbaluk, 1971
113. Apororhynchus silesiacus - J. Okulewicz & W. Maruszewski, 1980
114. Ardeirhynchus spiralis - (Rudolphi, 1809)
115. Arhythmorhynchus capellae - (Yamaguti, 1935)
116. Arhythmorhynchus comptus - Van Cleave & Rausch, 1950
117. Arhythmorhynchus distinctus - Baer, 1956
118. Arhythmorhynchus eroliae - (Yamaguti, 1939)
119. Arhythmorhynchus frassoni - (Molin, 1858)
120. Arhythmorhynchus frontospinosus - (Tubangui, 1935)
121. Arhythmorhynchus jeffreyi - Schmidt, 1973
122. Arhythmorhynchus johnstoni - Golvan, 1960
123. Arhythmorhynchus limosae - Edmonds, 1971
124. Arhythmorhynchus petrochenkoi - (Schmidt, 1969)
125. Arhythmorhynchus plicatus - (von Linstow, 1883)
126. Arhythmorhynchus pumiliorostris - Van Cleave, 1916
127. Arhythmorhynchus siluricola - Dollfus, 1929
128. Arhythmorhynchus teres - Van Cleave, 1920
129. Arhythmorhynchus tigrinus - Moghe & Das, 1953
130. Arhythmorhynchus trichocephalus - (Leuckart, 1876)
131. Arhythmorhynchus tringi - Gubanov, 1952
132. Arhythmorhynchus turbidum - (Van Cleave, 1937)
133. Arhythmorhynchus uncinatus - (Kaiser, 1893)
134. Arhythmorhynchus villoti - Golvan, 1994
135. Arhythmorhynchus xeni - G. I. Atrashkevich, 1978
136. Aspersentis austrinus - Van Cleave, 1929
137. Aspersentis johni - (Baylis, 1929)
138. Aspersentis megarhynchus - (Linstow, 1892)
139. Aspersentis minor - S. J. Edmonds & L. R. Smales, 1991
140. Aspersentis zanchlorhynchi - (Johnston & Best, 1937)
141. Atactorhynchus duranguensis - Guillermo Salgado-Maldonado, Aguilar-Aguilar & Cabanas-Carranza, 2005
142. Atactorhynchus verecundus - Chandler, 1935
143. Australiformis semoni - (von Linstow, 1898)
144. Australorhynchus tetramorphacanthus - Lebedev, 1967
145. Bolborhynchoides exiguus - (Achmerow & Dombrowskaja-Achmerova, 1941)
146. Bolbosoma balaenae - (Gmelin, 1790)
147. Bolbosoma bobrovi - Krotov & Delamure, 1952
148. Bolbosoma brevicolle - Malm, 1867
149. Bolbosoma caenoforme - Heitz, 1920
150. Bolbosoma capitatum - (von Linstow, 1880)
151. Bolbosoma hamiltoni - Baylis, 1929
152. Bolbosoma heteracanthis - Heitz, 1917
153. Bolbosoma nipponicum - Yamaguti, 1939
154. Bolbosoma scomberomori - P. Q. Wang, 1980
155. Bolbosoma thunni - Harada, 1935
156. Bolbosoma tuberculata - Skrjabin, 1970
157. Bolbosoma turbinella - (Diesing, 1851)
158. Bolbosoma vasculosum - (Rudolphi, 1819)
159. Brasacanthus sphoeroides - Thatcher, 2001
160. Breizacanthus chabaudei - Golvan, 1969
161. Breizacanthus golvani - A. V. Gaevskaya & O. A. Shukhgalter, 1984
162. Breizacanthus irenae - Golvan, 1969
163. Breizacanthus ligur - Paggi, Orecchia & Della Seta, 1975
164. Brentisentis chongqingensis - Wei, 1998
165. Brentisentis uncinus - S. H. Leotta, G. D. Schmidt & R. E. Kuntz, 1982
166. Brentisentis yangtzensis - Y. Yu & H. Wu, 1989
167. Brevitritospinus allahabadii - (Agarwal, 1958)
168. Brevitritospinus cavasii - (S. P. Gupta & S. L. Verma, 1980)
169. Brevitritospinus croftoni - (R. P. Mital & S. S. Lal, 1981)
170. Brevitritospinus fasciata - (S. P. Gupta & S. L. Verma, 1980)
171. Brevitritospinus guntei - (Sahay, Nath, & Sinha, 1967)
172. Brevitritospinus indica - (R. P. Mital & S. S. Lal, 1981)
173. Brevitritospinus mehrai - (V. Gupta & S. Fatma, 1986)
174. Brevitritospinus vietnamensis - (Amin, Heckmann, Nguyen, Pham & Pham, 2000)
175. Bullockrhynchus indicus - K. J. Chandra, K. Hanumantha-Rao & K. Shyamasundari, 1985
176. Caballerorhynchus lamothei - Guillermo Salgado-Maldonado, 1977
177. Cathayacanthus bagarii - F. Moravec & O. Sey, 1989
178. Cathayacanthus exilis - (Van Cleave, 1928)
179. Cavisoma magnum - Southwell, 1927
180. Centrorhynchus albensis - V. Rengaraju & E. N. Das, 1975
181. Centrorhynchus albidus - Meyer, 1932
182. Centrorhynchus aluconis - (Müller, 1780)
183. Centrorhynchus amphibius - Das, 1950
184. Centrorhynchus asturinus - (Johnston, 1912)
185. Centrorhynchus atheni - V. Gupta & S. Fatma, 1983
186. Centrorhynchus bancrofti - (Johston & Best, 1943)
187. Centrorhynchus bazaleticus - Kuraschvili, 1955
188. Centrorhynchus bengalensis - Datta & Soota, 1954
189. Centrorhynchus bethaniae - P. V. George & A. M. Nadakal, 1987
190. Centrorhynchus bilqeesae - Ghazi Khan & Noorun-Nisa, 2005
191. Centrorhynchus bramae - V. Rengaraju & E. N. Das, 1980
192. Centrorhynchus brevicanthus - Das, 1949
193. Centrorhynchus brevicaudatus - Das, 1949
194. Centrorhynchus brumpti - Golvan, 1965
195. Centrorhynchus brygooi - Golvan, 1965
196. Centrorhynchus bubonis - Yamaguti, 1939
197. Centrorhynchus buckleyi - V. Gupta & S. Fatma, 1983
198. Centrorhynchus buteonis - (Schrank, 1788)
199. Centrorhynchus californicus - Millzner, 1924
200. Centrorhynchus chabaudi - Golvan, 1958
201. Centrorhynchus clitorideus - (Meyer, 1931)
202. Centrorhynchus conspectus - Van Cleave & Pratt, 1940
203. Centrorhynchus crocidurus - Das, 1950
204. Centrorhynchus crotophagicola - Schmidt & Neiland, 1966
205. Centrorhynchus dimorphocephalus - (Westrumb, 1821)
206. Centrorhynchus dipsadis - (Linstow, 1888)
207. Centrorhynchus elongatus - Yamaguti, 1935
208. Centrorhynchus embae - Kostylew, 1915
209. Centrorhynchus falconis - (Johnston & Best, 1943)
210. Centrorhynchus fasciatus - (Westrumb, 1821)
211. Centrorhynchus freundi - (Hartwich, 1953)
212. Centrorhynchus galliardi - Golvan, 1956
213. Centrorhynchus gendrei - (Golvan, 1957)
214. Centrorhynchus gibsoni - Khan, Ghazi & Bilqees, 2002
215. Centrorhynchus giganteus - Travassos, 1921
216. Centrorhynchus globocaudatus - (Zeder, 1800)
217. Centrorhynchus golvani - Anantaraman & Anantaraman, 1969
218. Centrorhynchus grassei - Golvan, 1965
219. Centrorhynchus guptai - Golvan, 1969
220. Centrorhynchus hagiangensis - (Petrochenko & Fan, 1969)
221. Centrorhynchus hargisi - V. Gupta & S. Fatma, 1983
222. Centrorhynchus hartwichi - Golvan, 1994
223. Centrorhynchus horridus - (von Linstow, 1897)
224. Centrorhynchus indicus - Golvan, 1956
225. Centrorhynchus indicus - Singh & Agarwal, 1999
226. Centrorhynchus insularis - Tubangui, 1933
227. Centrorhynchus itatsinis - Fukui, 1929
228. Centrorhynchus javanicans - V. Rengaraju & E. N. Das, 1975
229. Centrorhynchus knowlesi - Datta & Soota, 1955
230. Centrorhynchus kuntzi - Schmidt & Neiland, 1966
231. Centrorhynchus leptorhynchus - Meyer, 1932
232. Centrorhynchus longicephalus - Das, 1950
233. Centrorhynchus lucknowensis - V. Gupta & S. Fatma, 1983
234. Centrorhynchus mabuiae - (Linstow, 1908)
235. Centrorhynchus macrorchis - Das, 1949
236. Centrorhynchus madagascariensis - (Golvan, 1957)
237. Centrorhynchus magnus - Kukui, 1929
238. Centrorhynchus merulae - Dolfus & Golvan, 1961
239. Centrorhynchus microcephalus - (Bravo-Hollis, 1947)
240. Centrorhynchus microcerviacanthus - Das, 1950
241. Centrorhynchus migrans - Zuberi & Farooq, 1974
242. Centrorhynchus milvus - Ward, 1956
243. Centrorhynchus mysentri - V. Gupta & S. Fatma, 1983
244. Centrorhynchus narcissae - Florescu, 1942
245. Centrorhynchus nicaraguensis - Schmidt & Neiland, 1966
246. Centrorhynchus nickoli - Khan, Bilqees & Ghazi, 2001
247. Centrorhynchus ninni - (Stossich, 1891)
248. Centrorhynchus petrotschenkoi - Kuraschvilli, 1955
249. Centrorhynchus polemaeti - Troncy, 1970
250. Centrorhynchus polyacanthus - (Creplin, 1825)
251. Centrorhynchus polymorphus - Travassos, 1926
252. Centrorhynchus ptyasus - Gupta, 1950
253. Centrorhynchus renardi - (Lindemann, 1865)
254. Centrorhynchus robustus - Richardson & Nickol, 1995
255. Centrorhynchus scanense - Lundström, 1942
256. Centrorhynchus sholapurensis - V. Rengaraju & E. N. Das, 1975
257. Centrorhynchus sikkimensis - Bhattacharya, 2003
258. Centrorhynchus simplex - Meyer, 1932
259. Centrorhynchus sindhensis - Khan, Khatoon & Bilqees, 2002
260. Centrorhynchus spilornae - Schmidt & Kuntz, 1969
261. Centrorhynchus spinosus - (Kaiser, 1893)
262. Centrorhynchus tumidulus - (Rudolphi, 1819)
263. Centrorhynchus tyotensis - V. Rengaraju & E. N. Das, 1977
264. Centrorhynchus undulatus - Dollfus, 1950
265. Cleaveius circumspinifer - Subrahmanian, 1927
266. Cleaveius clupei - (V. Gupta & G. Sinha, 1992)
267. Cleaveius durdanae - P. Kumar, 1992
268. Cleaveius fotedari - (S. P. Gupta & M. Naqvi, 1980)
269. Cleaveius inglisi - (V. Gupta & S. Fatma, 1987)
270. Cleaveius leiognathi - M. Jain & N. K. Gupta, 1979
271. Cleaveius longirostris - F. Moravec & O. Sey, 1989
272. Cleaveius mysti - (Sahay & Sinha, 1971)
273. Cleaveius portblairensis - M. Jain & N. K. Gupta, 1979
274. Cleaveius prashadi - (Datta, 1940)
275. Cleaveius puriensis - (V. Gupta & G. Sinha, 1992)
276. Cleaveius secundus - (Tripathi, 1959)
277. Cleaveius singhai - (V. Gupta & S. Fatma, 1987)
278. Cleaveius thapari - (S. P. Gupta & M. Naqvi, 1980)
279. Corynosoma alaskensis - Golvan, 1959
280. Corynosoma anatarium - Van Cleave, 1945
281. Corynosoma arctocephali - K. Zdzitowiecki, 1984
282. Corynosoma australe - Johnston, 1937
283. Corynosoma bullosum - (von Linstow, 1892)
284. Corynosoma cameroni - Van Cleave, 1953
285. Corynosoma capsicum - Golvan & Mokhayer, 1973
286. Corynosoma cetaceum - Johnston & Best, 1942
287. Corynosoma clementi - Giovannoni & Fernandes, 1965
288. Corynosoma contrictum - Van Cleave, 1918
289. Corynosoma curiliensis - Gubanov, 1942
290. Corynosoma enhydri - Morozov, 1940
291. Corynosoma enrietti - Molfie & Freitas, 1953
292. Corynosoma erignathi - Stryukov, 2000
293. Corynosoma evae - K. Zdzitowiecki, 1984
294. Corynosoma falcatum - Van Cleave, 1953
295. Corynosoma gibsoni - K. Zdzitowiecki, 1986
296. Corynosoma hadweni - Van Cleave, 1953
297. Corynosoma hamanni - (von Linstow, 1892)
298. Corynosoma hannae - K. Zdzitowiecki, 1984
299. Corynosoma kurilense - Gubanow, 1952
300. Corynosoma longilemniscatus - Machado, 1961
301. Corynosoma macrosomum - Neiland, 1962
302. Corynosoma magdaleni - Montreuil, 1958
303. Corynosoma mandarinca - Oschmarin, 1963
304. Corynosoma mirabilis - Skrjabin, 1966
305. Corynosoma obtuscens - Lincicome, 1943
306. Corynosoma peposacae - (Porta, 1914)
307. Corynosoma pseudohamanni - K. Zdzitowiecki, 1984
308. Corynosoma pyriforme - (Bremse, 1824)
309. Corynosoma rauschi - Golvan, 1958
310. Corynosoma reductum - von Linstow, 1905
311. Corynosoma semerme - Forssell, 1904
312. Corynosoma septentrionalis - Treshchev, 1966
313. Corynosoma seropedicus - Machado, 1970
314. Corynosoma shackletoni - Z. Zdzitowiecki, 1978
315. Corynosoma similis - Neiland, 1962
316. Corynosoma singularis - Skrjabin & Nilolskii, 1971
317. Corynosoma stanleyi - L. R. Smales, 1986
318. Corynosoma strumosum - (Rudolphi, 1802)
319. Corynosoma sudsuche - Belopolskaia, 1958
320. Corynosoma validum - Van Cleave, 1953
321. Corynosoma ventronudum - Skrjabin, 1959
322. Corynosoma villosum - Van Cleave, 1953
323. Corynosoma wegeneri - Heinze, 1934
324. Deltacanthus scorzai - (Diaz-Ungria & Garcia-Rodrigo, 1957)
325. Demidueterospinus basiri - (Farooqi, 1958)
326. Demidueterospinus colisai - (Sarkar, 1954)
327. Demidueterospinus magnum - (Saeed & Bilqees, 1971)
328. Demidueterospinus ophiocephalus - Thapar, 1931
329. Dendronucleata americana - Moravec & Huffman, 2000
330. Dendronucleata dogieli - Sokolovskaia, 1962
331. Dendronucleata petruschewskii - Sokolovskaia, 1962
332. Dentitruncus truttae - Sinzar, 1955
333. Diplosentis amphacanthi - Tubangui & Masilungan, 1937
334. Diplospinifer serpenticola - Fukui, 1929
335. Dispiron catlai - A. Khan & F. M. Bilqees, 1987
336. Dispiron heteroacanthus - A. Khan & F. M. Bilqees, 1985
337. Dispiron mugili - Bilqees, 1970
338. Dollfusentis bravoae - Guillermo Salgado-Maldonado, 1976
339. Dollfusentis chandleri - Golvan, 1969
340. Dollfusentis ctenorhynchus - (Cable & Linderoth, 1963)
341. Dollfusentis longispinus - (Cable & Linderoth, 1963)
342. Echinopardalis atrata - Meyer, 1931
343. Echinopardalis bangalorensis - Pujatti, 1951
344. Echinopardalis decrescens - Meyer, 1931
345. Echinopardalis lamasi - Freitas & Costa, 1964
346. Echinopardalis lerouxi - Bisseru, 1956
347. Echinopardalis mariemily - Tadros, 1969
348. Echinorhynchoides dogieli - Achmerov & Dombrowskaha-Achmerova, 1941
349. Echinorhynchoides moyeri - S. P. Gupta & M. Naqvi, 1984
350. Echinorhynchus abyssicola - Dollfus, 1931
351. Echinorhynchus armoricanus - Golvan, 1969
352. Echinorhynchus attenuatus - Linton, 1891
353. Echinorhynchus baeri - Kostylew, 1928
354. Echinorhynchus bothniensis - K. Zdzitowiecki & E. Tellervo-Valtonen, 1987
355. Echinorhynchus brayi - Wayland, Sommerville & Gibson, 1999
356. Echinorhynchus briconi - Machado, 1959
357. Echinorhynchus calloti - Golvan, 1969
358. Echinorhynchus canyonensis - Huffman & Kleiver, 1977
359. Echinorhynchus cestodicola - von Linstow, 1905
360. Echinorhynchus chierchiae - Monticelli, 1889
361. Echinorhynchus cinctulus - Porta, 1905
362. Echinorhynchus cotti - Yamaguti, 1939
363. Echinorhynchus cryophilus - (Sokolowskaja, 1962)
364. Echinorhynchus depressus - Nitzsch, 1866
365. Echinorhynchus dissimilis - Yamaguti, 1939
366. Echinorhynchus gadi - Zoega in Müller, 1776
367. Echinorhynchus gomesi - Machado, 1948
368. Echinorhynchus gracilis - Machado, 1948
369. Echinorhynchus gymnocyprii - Liu, Wang & Yang, 1981
370. Echinorhynchus hexagrammi - Beava, 1965
371. Echinorhynchus indicus - K. J. Chandra, K. Hanumantha-Rao & K. Shyamasundari, 1982
372. Echinorhynchus jucundus - Travassos, 1923
373. Echinorhynchus kushiroensis - Fujita, 1921
374. Echinorhynchus lageniformis - Ekbaum, 1938
375. Echinorhynchus lateralis - Leidy, 1851
376. Echinorhynchus laurentianus - Ronald, 1957
377. Echinorhynchus leidyi - Van Cleave, 1924
378. Echinorhynchus lenoki - Achmerow & Dombrowskaja-Achmerova, 1941
379. Echinorhynchus longiproboscis - G. N. Rodjuk, 1986
380. Echinorhynchus lotellae - Yamaguti, 1939
381. Echinorhynchus malacocephali - (A. M. Parukhin, 1985)
382. Echinorhynchus melanoglaeae - Dollfus, 1960
383. Echinorhynchus monticelli - Porta, 1904
384. Echinorhynchus muraenolepisi - (G. N. Rodjuk, 1984)
385. Echinorhynchus oblitus - Golvan, 1969
386. Echinorhynchus orientalis - Kaw, 1951
387. Echinorhynchus paranensis - Machado, 1959
388. Echinorhynchus parasiluri - Fukui, 1929
389. Echinorhynchus peleci - Grimm, 1870
390. Echinorhynchus petrotschenkoi - (G. N. Rodjuk, 1984)
391. Echinorhynchus rhenanus - (Golvan, 1969)
392. Echinorhynchus rhytidodes - Monticelli, 1905
393. Echinorhynchus salmonis - Müller, 1784
394. Echinorhynchus salobrensis - Machado, 1948
395. Echinorhynchus sebastolobi - L. M. Kovalenko, 1986
396. Echinorhynchus serpentulus - Grimm, 1870
397. Echinorhynchus sevani - Dinnik, 1932
398. Echinorhynchus theragrae - E. M. Dydenko, 1992
399. Echinorhynchus trachyrinci - Wayland, Gibson & Sommerville, 1997
400. Echinorhynchus truttae - Schrank, 1788
401. Echinorhynchus veli - P. V. George & A. M. Nadakal, 1978
402. Echinorhynchus yamagutii - Golvan, 1969
403. Echinorhynchus zanclorhynchi - Johnston & Best, 1937
404. Eocollis arcanus - Van Cleave, 1947
405. Eocollis catostomi - R. L. Buckner, 1992
406. Eocollis harengulae - P. Q. Wang, 1981
407. Euzetacanthus chorinemusi - S. P. Gupta & M. Naqvi, 1984
408. Euzetacanthus golvani - V. Gupta & S. Fatma, 1985
409. Euzetacanthus simplex - (Rudolphi, 1810)
410. Femogibbosus assi - Paruchin, 1973
411. Fessisentis acutulus - (Van Cleave, 1931)
412. Fessisentis fessus - Van Cleave, 1931
413. Fessisentis friedi - Nickol, 1972
414. Fessisentis necturorum - Nickol, 1967
415. Fessisentis tichiganensis - O. M. Amin, 1980
416. Fessisentis vancleavei - (Hughes & Moore, 1943)
417. Filicollis anatis - (Schank, 1788)
418. Filicollis trophimenkoi - G. I. Atrashkevich, 1982
419. Filisoma acanthocybii - Wang, Wang & Wu, 1993
420. Filisoma bucerium - Van Cleave, 1940
421. Filisoma fidum - Van Cleave & Manter, 1948
422. Filisoma indicum - Van Cleave, 1928
423. Filisoma inglisi - S. P. Gupta & M. Naqvi, 1984
424. Filisoma longcementglandatus - O. M. Amin & F. M. Nahhas, 1994
425. Filisoma micracanthi - Harada, 1938
426. Filisoma rizalinum - Tubangui & Masilungan, 1946
427. Filisoma scatophagusi - Datta & Soota, 1962
428. Floridosentis mugilis - (Machado, 1951)
429. Floridosentis pacifica - Bravo-Hollis, 1969
430. Gigantorhynchus echinodiscus - (Diesing, 1851)
431. Gigantorhynchus lopezneyrai - Diaz-Ungria, 1958
432. Gigantorhynchus lutzi - Machado, 1941
433. Gigantorhynchus ortizi - Sarmiento, 1954
434. Gigantorhynchus pesteri - Tadros, 1966
435. Gigantorhynchus ungriai - Antonio, 1958
436. Goacanthus panajiensis - N. K. Gupta & M. Jain, 1980
437. Golvanacanthus blennii - Paggi & Orecchia, 1972
438. Golvanorhynchus golvani - D. Noronha, S. P. de Fabio & R. M. Pinto, 1978
439. Gorgorhynchoides bullocki - Cable & Mafarachisi, 1970
440. Gorgorhynchoides elongatus - Cable & Linderoth, 1963
441. Gorgorhynchoides indicus - Bhattacharya & Banerjee, 2003
442. Gorgorhynchoides lintoni - Cable & Mafarachisi, 1970
443. Gorgorhynchus celebensis - (Yamaguti, 1954)
444. Gorgorhynchus clavatus - Van Cleave, 1940
445. Gorgorhynchus lepidus - Van Cleave, 1940
446. Gorgorhynchus medius - (Van Cleave Linton, 1907)
447. Gorgorhynchus nemipteri - Parukhin, 1973
448. Gorgorhynchus ophiocephali - Furtado & Lau, 1971
449. Gorgorhynchus polymixiae - L. M. Kovalenko, 1981
450. Gorgorhynchus robertdollfusi - Golvan, 1956
451. Gorgorhynchus satoi - (Morisita, 1937)
452. Gorgorhynchus trachinotus - D. Noronha, J. J. Vicente, R. M. Pinto & S. P. de Fabio, 1986
453. Gorytocephalus elongorchis - V. E. Thatcher, 1979
454. Gorytocephalus plecostomorum - Nickol & Thatcher, 1971
455. Gorytocephalus spectabilis - (Machado, 1959)
456. Gorytocephalus talaensis - S. I. Vizcaino & L. I. Lunaschi, 1988
457. Gracilisentis gracilisentis - (Van Cleave, 1913)
458. Gracilisentis sharmai - Gupta & Lata, 1967
459. Gracilisentis variabilis - (Diesing, 1856)
460. Hanumantharaorhynchus hemirhamphi - K. J. Chandra, 1983
461. Hebesoma agilis - (Rudolphi, 1819)
462. Hebesoma carinatus - (R. L. Buckner & S. C. Buckner, 1993)
463. Hebesoma chrysemydis - (Cable & Hopp, 1954)
464. Hebesoma derosum - Gupta & Jain, 1973
465. Hebesoma didelphis - (Amin, 2001)
466. Hebesoma doryphorus - (Van Cleave & Bangham, 1949)
467. Hebesoma idahoensis - (O. M. Amin & R. A. Heckmann, 1992)
468. Hebesoma lingulatus - (B. B. Nickol & C. H. Ernst, 1987)
469. Hebesoma manasbalensis - (Kaw, 1951)
470. Hebesoma pungitius - (Dechtiar, 1971)
471. Hebesoma rostratus - (Amin & Bullock, 1998)
472. Hebesoma violentus - Van Cleave, 1928
473. Heptamegacanthus niekerki - M. E. Spencer-Jones, 1990
474. Heteracanthocephalus dissosthychi - A. M. Parukhin, 1989
475. Heteracanthocephalus peltorhamphi - (Baylis, 1944)
476. Heterosentis cabelleroi - V. Gupta & S. Fatma, 1985
477. Heterosentis fusiformis - (Yamaguti, 1935)
478. Heterosentis heteracanthus - (von Linstow, 1896)
479. Heterosentis hirsutus - Pichelin & Cribb, 1999
480. Heterosentis mysturi - (Wei, Huang, Chen & Jiang, 2002)
481. Heterosentis overstreeti - (G. D. Schmidt & I. Paperna, 1978)
482. Heterosentis paraplagusiarum - (Nickol, 1972)
483. Heterosentis plotosi - (Yamaguti, 1935)
484. Heterosentis pseudobagri - (Wang & Zhang, 1987)
485. Heterosentis septacanthus - (Sita in Golvan, 1969)
486. Heterosentis thapari - (V. Gupta & S. Fatma, 1979)
487. Heterosentis zdzitowieckii - (P. Kumar, 1992)
488. Hexaspiron nigericum - Dollfus & Golvan, 1956
489. Hexaspiron spinibarbi - Yu & Wang, 1997
490. Hypoechinorhynchus alaeopis - Yamaguti, 1939
491. Hypoechinorhynchus golvani - P. C. Gupta & Pramod-Kuma, 1987
492. Hypoechinorhynchus magellanicus - Szidat, 1950
493. Hypoechinorhynchus robustus - Pichelin, 1999
494. Hypoechinorhynchus thermaceri - I. de Buron, 1988
495. Illiosentis africanus - Golvan, 1956
496. Illiosentis cetratus - Van Cleave, 1945
497. Illiosentis furcatus - Van Cleave & Lincicome, 1939
498. Illiosentis heteracanthus - Cable & Linderoth, 1963
499. Indorhynchus indicus - (Tripathi, 1959)
500. Koronacantha mexicana - Monks & Perez-Ponce-de-Leon, 1996
501. Koronacantha pectinarius - (Van Cleave, 1940)
502. Leptorhynchoides aphredoderi - Buckner & Buckner, 1976
503. Leptorhynchoides plagicephalus - (Westrumb, 1821)
504. Leptorhynchoides thecatus - (Linton, 1891)
505. Longicollum alemniscus - (Harada, 1935)
506. Longicollum cadenati - S. P. Gupta & M. Naqvi, 1984
507. Longicollum chabanaudi - Dollfus & Golvan, 1963
508. Longicollum edmondsi - Golvan, 1969
509. Longicollum engraulisi - V. Gupta & S. Fatma, 1985
510. Longicollum indicum - Gupta & Gupta, 1970
511. Longicollum lutjani - M. Jain & N. K. Gupta, 1980
512. Longicollum noellae - Golvan, 1969
513. Longicollum pagrosomi - Yamaguti, 1935
514. Longicollum psettodesai - S. P. Gupta & R. C. Gupta, 1980
515. Longicollum quiloni - S. P. Gupta & M. Naqvi, 1984
516. Longicollum riouxi - Golvan, 1969
517. Lueheia adlueheia - (Werby, 1938)
518. Lueheia cajabambensis - Machado & Ibanez, 1967
519. Lueheia inscripta - (Westrumb, 1821)
520. Lueheia karachiensis - Khan, Bilqees & Muti, 2005
521. Lueheia lueheia - Travassos, 1919
522. Machadosentis travassosi - D. Noronha, 1992
523. Macracanthorhynchus catulinus - Kostylev, 1927
524. Macracanthorhynchus hirudinaceus - Pallas, 1781
525. Macracanthorhynchus ingens - (von Linstow, 1879)
526. Mediorhynchus alecturae - (Johnston & Edmonds, 1947)
527. Mediorhynchus cambellensis - Soota, Srivastava, Glosh, 1969
528. Mediorhynchus centurorum - Nickol, 1969
529. Mediorhynchus channapettae - P. V. George & A. M. Nadakal, 1984
530. Mediorhynchus coinrostris - Ward, 1966
531. Mediorhynchus colini - Webster, 1948
532. Mediorhynchus colluricinclae - Smales, 2002
533. Mediorhynchus corcoracis - Johnston & Edmonds, 1950
534. Mediorhynchus edmondsi - Schmidt & Kuntz, 1977
535. Mediorhynchus emberizae - (Rudolphi, 1819)
536. Mediorhynchus empodius - (Skrjabin, 1913)
537. Mediorhynchus fatimaae - Khan Bilqees & Muti-ur-Rehman, 2004
538. Mediorhynchus gallinarum - (Bhalerao, 1937)
539. Mediorhynchus giganteus - (Meyer, 1931)
540. Mediorhynchus grandis - Van Cleave, 1916
541. Mediorhynchus indicus - P. Varghese-George, A. Mathai-Nadakal, N. Kunjanpillai-Vijayakumaran & M. Rajendran, 1981
542. Mediorhynchus kuntzi - Ward, 1960
543. Mediorhynchus lagodekhiensis - Kuraschvili, 1955
544. Mediorhynchus leptis - Ward, 1966
545. Mediorhynchus lophurae - Wang, 1966
546. Mediorhynchus mariae - P. V. George & A. M. Nadakal, 1984
547. Mediorhynchus mattei - B. Marchand & G. Vassiliades, 1982
548. Mediorhynchus meiringi - Bisseru, 1960
549. Mediorhynchus micracanthus - (Rudolphi, 1819)
550. Mediorhynchus mirabilis - (de Marval, 1905)
551. Mediorhynchus muritensis - Lundström, 1942
552. Mediorhynchus najasthanensis - Gupta, 1976
553. Mediorhynchus nickoli - Khan Bilqees & Muti-ur-Rehman, 2004
554. Mediorhynchus numidae - (Baer, 1925)
555. Mediorhynchus orientalis - Belopolskaja, 1953
556. Mediorhynchus oswaldocruzi - Travassos, 1923
557. Mediorhynchus otidis - (Miescher, 1841)
558. Mediorhynchus papillosus - Van Cleave, 1916
559. Mediorhynchus passeris - Das, 1951
560. Mediorhynchus pauciuncinatus - Dollfus, 1959
561. Mediorhynchus petrochenkoi - Gvosdev & Soboleva, 1966
562. Mediorhynchus pintoi - Travassos, 1923
563. Mediorhynchus rajasthanensis - Gupta, 1976
564. Mediorhynchus robustus - Van Cleave, 1916
565. Mediorhynchus rodensis - Cosin, 1971
566. Mediorhynchus sharmai - Gupta & Lata, 1967
567. Mediorhynchus sipocotensis - Tubangui, 1935
568. Mediorhynchus taeniatus - (von Linstow, 1901)
569. Mediorhynchus tanagrae - (Rudolphi, 1819)
570. Mediorhynchus tenuis - Meyer, 1931
571. Mediorhynchus textori - V. Barus, W. Sixl & G. Majumdar, 1978
572. Mediorhynchus turnixena - (Turbangui, 1931)
573. Mediorhynchus vaginatus - Diesing, 1851
574. Mediorhynchus vancleavei - (Lundström, 1942)
575. Mediorhynchus wardi - Schmidt & Canaris, 1967
576. Mediorhynchus zosteropis - (Porta, 1913)
577. Megapriapus ungriai - (Gracia-Rodrigo, 1960)
578. Megistacantha horridum - Luehe, 1912
579. Metacanthocephaloides zebrini - Yamaguti, 1959
580. Metacanthocephalus campbelli - (Leiper & Atkinson, 1914)
581. Metacanthocephalus dalmori - K. Zdzitowiecki, 1983
582. Metacanthocephalus johnstoni - K. Zdzitowiecki, 1983
583. Metacanthocephalus ovicephalus - (Zhukov, 1963)
584. Metacanthocephalus pleuronichthydis - Yamaguti, 1959
585. Metacanthocephalus rennicki - (Leiper & Atkinson, 1914)
586. Metarhadinorhynchus echeneisi - V. Gupta & G. Sinha, 1991
587. Metarhadinorhynchus lateolabracis - Yamaguti, 1959
588. Metarhadinorhynchus thaparus - R. C. Gupta & S. P. Gupta, 1977
589. Metarhadinorhynchus valiyathurae - A. M. Nadakal, K. O. John & A. Jacob, 1990
590. Micracanthorhynchina cynoglossi - P. Q. Wang, 1980
591. Micracanthorhynchina dakusuiensis - Harada, 1938
592. Micracanthorhynchina golvani - V. Gupta & Gunjan-Sinh, 1992
593. Micracanthorhynchina hemiculturus - Demshin, 1965
594. Micracanthorhynchina hemirhamphi - (Baylis, 1944)
595. Micracanthorhynchina indica - Farooqi, 1980
596. Micracanthorhynchina kuwaitensis - Amin & Sey, 1996
597. Micracanthorhynchina lateolabracis - P. Q. Wang, 1980
598. Micracanthorhynchina motomurai - (Harada, 1935)
599. Micracanthorhynchina sajori - (Belous, 1952)
600. Microsentis wardae - Martin & Multani, 1966
601. Moniliformis acomysi - Ward & Nelson, 1967
602. Moniliformis cestodiformis - (Lindstow, 1904)
603. Moniliformis clarki - (Ward, 1917)
604. Moniliformis convolutus - Meyer, 1932
605. Moniliformis echinosorexi - T. P. Deveaux, G. D. Schmidt & M. Krishnasamy, 1988
606. Moniliformis erinacei - Southwell & Macfie, 1925
607. Moniliformis gracilis - (Rudolphi, 1819)
608. Moniliformis kalahariensis - Meyer, 1931
609. Moniliformis merionis - Golvan in Golvan & Théodoridès, 1960
610. Moniliformis monechinus - (von Linstow, 1902)
611. Moniliformis moniliformis - (Bremser, 1811)
612. Moniliformis myoxi - (Galli-Valerio, 1929)
613. Moniliformis pseudosegmentatus - (Knupffer, 1888)
614. Moniliformis semoni - (von Linstow, 1898)
615. Moniliformis soricis - (Rudolphi, 1819)
616. Moniliformis spiradentatis - Mcleod, 1933
617. Moniliformis spiralis - Subrahmanian, 1927
618. Moniliformis tarsii - T. P. Deveaux, G. D. Schmidt & M. Krishnasamy, 1988
619. Moniliformis travassosi - Meyer, 1932
620. Multisentis myrmecobius - Smales, 1997
621. Neoacanthocephaloides apinicaudatum - Cable & Quick, 1954
622. Neoacanthocephaloides neobythitis - Yamaguti, 1939
623. Neoacanthocephaloides rhinoplagusiae - Yamaguti, 1935
624. Neoacanthocephaloides spinicaudatus - Cable & Quick, 1954
625. Neoechinorhynchus acanthuri - Farooqi, 1980
626. Neoechinorhynchus afghanus - F. Moravec & A. Amin, 1978
627. Neoechinorhynchus africanus - Troncy, 1970
628. Neoechinorhynchus aldrichettae - Edmonds, 1971
629. Neoechinorhynchus aminulhaquei - Chandra, 1983
630. Neoechinorhynchus anguillum - El-Damarany, 2001
631. Neoechinorhynchus argentatus - K. J. Chandra, K. Hanumantha-Rao & K. Shyamasundari, 1985
632. Neoechinorhynchus armenicus - T. K. Mikailov, 1975
633. Neoechinorhynchus australis - Van Cleve, 1931
634. Neoechinorhynchus bangoni - Tripathi, 1959
635. Neoechinorhynchus buttnerae - Golvan, 1956
636. Neoechinorhynchus carassii - Roytmann, 1961
637. Neoechinorhynchus carpiodi - Dechtiar, 1968
638. Neoechinorhynchus chelonos - Schmidt, Esch & Gibbons, 1970
639. Neoechinorhynchus chilkaensis - Podder, 1937
640. Neoechinorhynchus cirrhinae - N. K. Gupta & M. Jain, 1979
641. Neoechinorhynchus coiliae - Yamaguti, 1939
642. Neoechinorhynchus constrictus - Little & Hopkins, 1968
643. Neoechinorhynchus crassus - Van Cleave, 1919
644. Neoechinorhynchus cristatus - Lynch, 1936
645. Neoechinorhynchus curemai - D. Noronha, 1973
646. Neoechinorhynchus cyanophyctis - Kaw, 1951
647. Neoechinorhynchus cylindratus - (Van Cleve, 1913)
648. Neoechinorhynchus dattai - Datta, 1936
649. Neoechinorhynchus dattai - Golvan, 1994
650. Neoechinorhynchus devdevi - (Datta, 1936)
651. Neoechinorhynchus dimorphospinus - Amin & Sey, 1996
652. Neoechinorhynchus distractus - Van Cleave, 1949
653. Neoechinorhynchus dorsovaginatus - Amin & Christison, 2005
654. Neoechinorhynchus edmondsi - Edmonds, 1982
655. Neoechinorhynchus edmondsi - Golvan, 1994
656. Neoechinorhynchus elongatum - Tripathi, 1959
657. Neoechinorhynchus emydis - (Leidy, 1851)
658. Neoechinorhynchus emyditoides - Fisher, 1960
659. Neoechinorhynchus formosanus - (Harada, 1938)
660. Neoechinorhynchus gibsoni - A. Khan & F. M. Bilqees, 1989
661. Neoechinorhynchus glyptosternumi - D. N. Fotedar & R. L. Dhar, 1977
662. Neoechinorhynchus glyptosternumi - R. L. Dhar & V. K. Kharoo, 1985
663. Neoechinorhynchus golvani - Guillermo Salgado-Maldonado, 1978
664. Neoechinorhynchus graptemydis - Cable & Hopp, 1954
665. Neoechinorhynchus hartwichi - Golvan, 1994
666. Neoechinorhynchus hartwichi - Hartwich, 1956
667. Neoechinorhynchus hutchinsoni - Datta, 1936
668. Neoechinorhynchus ichthyobori - Saoud, El-Naffar, Abu-Sinna, 1974
669. Neoechinorhynchus iraqensis - Amin, Al-Sady, Mhaisen & Bassat, 2001
670. Neoechinorhynchus johnii - Yamaguti, 1939
671. Neoechinorhynchus kallarensis - P. V. George & A. M. Nadakal, 1978
672. Neoechinorhynchus karachiensis - Bilqees, 1972
673. Neoechinorhynchus kashmirensis - D. N. Fotedar & R. L. Dhar, 1977
674. Neoechinorhynchus limi - P. M. Muzzall & R. L. Buckner, 1982
675. Neoechinorhynchus longilemniscus - Yamaguti, 1954
676. Neoechinorhynchus longissimus - Farooqi, 1980
677. Neoechinorhynchus macronucleatus - Machado, 1954
678. Neoechinorhynchus magnapapillatus - Johnson, 1969
679. Neoechinorhynchus magnus - Southwell & Macfie, 1925
680. Neoechinorhynchus moleri - Barger, 2005
681. Neoechinorhynchus nematalosi - Tripathi, 1959
682. Neoechinorhynchus nickoli - Khan, Bilqees, Noor-Un-Nisa, Ghazi & Ata-Ur-Rahim, 1999
683. Neoechinorhynchus nigeriensis - H. U. Farooqui, 1981
684. Neoechinorhynchus ningalooensis - Pichelin & Cribb, 2001
685. Neoechinorhynchus notemigoni - Dechtiar, 1967
686. Neoechinorhynchus octonucleatus - Tubangui, 1933
687. Neoechinorhynchus oreini - Fotedar, 1968
688. Neoechinorhynchus ovale - Tripathi, 1959
689. Neoechinorhynchus paraguayensis - Machado, 1959
690. Neoechinorhynchus paucihamatum - (Leidy, 1890)
691. Neoechinorhynchus pimelodi - de Carvalho & Cezar-Pavanelli, 1998
692. Neoechinorhynchus prochilodorum - Nickol & Thatcher, 1971
693. Neoechinorhynchus prolixoides - Bullock, 1963
694. Neoechinorhynchus prolixus - Van Cleave & Timons, 1952
695. Neoechinorhynchus pseudemydis - Cable & Hopp, 1954
696. Neoechinorhynchus pterodoridis - V. E. Thatcher, 1981
697. Neoechinorhynchus qatarensis - Amin, Saoud & Alkuwari, 2002
698. Neoechinorhynchus quinghaiensis - Liu, Wang, & Yang, 1981
699. Neoechinorhynchus rigidus - (Van Cleave, 1928)
700. Neoechinorhynchus robertbaueri - O. A. Amin, 1985
701. Neoechinorhynchus roonwali - Datta & Soota, 1963
702. Neoechinorhynchus roseum - Salgado & Maldonado, 1978
703. Neoechinorhynchus rutili - (Müller, 1780)
704. Neoechinorhynchus saginatus - Van Cleave & Bangham, 1949
705. Neoechinorhynchus salmonis - H. L. Ching, 1984
706. Neoechinorhynchus satoi - Morisita, 1937
707. Neoechinorhynchus saurogobi - Y. Yu & H. Wu, 1989
708. Neoechinorhynchus schmidti - Barger, Thatcher & Nickol, 2004
709. Neoechinorhynchus simansularis - Roytman, 1961
710. Neoechinorhynchus strigosus - Van Cleave, 1949
711. Neoechinorhynchus stunkardi - Cable & Fisher, 1961
712. Neoechinorhynchus tenellius - (Van Cleave, 1913)
713. Neoechinorhynchus topseyi - Podder, 1937
714. Neoechinorhynchus tsintaoense - Morisita, 1937
715. Neoechinorhynchus tumidus - Van Cleave & Bangham, 1949
716. Neoechinorhynchus tylosuri - Yamaguti, 1939
717. Neoechinorhynchus venustus - Lynch, 1936
718. Neoechinorhynchus villoldoi - S. I. Vizcaino, 1992
719. Neoechinorhynchus wuyiensis - P. Q. Wang, 1981
720. Neoechinorhynchus zabensis - Amin, Abdullah & Mhaisen, 2003
721. Neoechinorhynchus zacconis - Yamaguti, 1935
722. Neogorgorhynchoides cablei - V. Gupta & S. Fatma, 1987
723. Neolacunisoma geraldschmidti - Amin & Canaris, 1997
724. Neoncicola avicola - (Travassos, 1917)
725. Neoncicola bursata - (Meyer, 1931)
726. Neoncicola curvata - Linstow, 1897
727. Neoncicola novellae - (Parona, 1890)
728. Neoncicola pintoi - (Machado, 1950)
729. Neoncicola potosi - (Machado, 1950)
730. Neoncicola sinensis - Schmidt & Dunn, 1974
731. Neoncicola skrjabini - (Morosow, 1951)
732. Neorhadinorhynchus aspinosus - (Fukui & Morisita, 1937)
733. Neorhadinorhynchus atlanticus - Gaevskaja & Nigmatullin, 1977
734. Neorhadinorhynchus macrospinosus - O. M. Amin & F. M. Nahhas, 1994
735. Neorhadinorhynchus madagascariensis - Golvan, 1969
736. Neorhadinorhynchus myctophumi - T. N. Mordvinova, 1988
737. Neorhadinorhynchus nudus - (Harada, 1938)
738. Nephridiacanthus major - (Bremser, 1811)
739. Nephridiacanthus palawanensis - (Tubangui & Masilungan, 1938)
740. Nephridiacanthus shillongensis - Sen & Chauhan, 1972
741. Nephridiacanthus thapari - (Sen & Chauhan, 1972)
742. Octospinifer macilentus - Van Cleave, 1919
743. Octospinifer rohitaii - H. B. Zuberi & M. Farooq, 1976
744. Octospinifer torosus - Van Cleave & Haderlie, 1950
745. Octospinifer variabilis - (Deising, 1851)
746. Octospiniferoides australis - Schmidt & Hugghins, 1973
747. Octospiniferoides chandleri - Bullock, 1957
748. Octospiniferoides incognita - Schmidt & Hugghins, 1973
749. Oligacanthorhynchus aenigma - (Reichensperger, 1922)
750. Oligacanthorhynchus carinii - (Travassos, 1917)
751. Oligacanthorhynchus cati - (Gupta & Lata, 1967)
752. Oligacanthorhynchus circumplexus - (Molin, 1858)
753. Oligacanthorhynchus citilli - (Rudolphi, 1806)
754. Oligacanthorhynchus compressus - (Rudolphi, 1802)
755. Oligacanthorhynchus erinacei - (Rudolphi, 1793)
756. Oligacanthorhynchus gerberi - (Baer, 1959)
757. Oligacanthorhynchus hamatus - (von Linstow, 1897)
758. Oligacanthorhynchus iheringi - Travassos, 1917
759. Oligacanthorhynchus indicus - V. Rengaraju & E. N. Das, 1981
760. Oligacanthorhynchus kamerunensis - (Meyer, 1931)
761. Oligacanthorhynchus kamtschaticus - Hokhlova, 1966
762. Oligacanthorhynchus lagenaeformis - (Westrumb, 1821)
763. Oligacanthorhynchus longissimus - (Golvan, 1962)
764. Oligacanthorhynchus major - (Machado, 1963)
765. Oligacanthorhynchus manifestus - (Leidy, 1851)
766. Oligacanthorhynchus manisensis - (Meyer, 1931)
767. Oligacanthorhynchus microcephala - (Rudolphi, 1819)
768. Oligacanthorhynchus minor - Machado, 1964
769. Oligacanthorhynchus oligacanthus - (Rudolphi, 1819)
770. Oligacanthorhynchus oti - Machado, 1964
771. Oligacanthorhynchus pardalis - (Westrumb, 1821)
772. Oligacanthorhynchus ricinoides - (Rudolphi, 1808)
773. Oligacanthorhynchus spira - (Diesing, 1851)
774. Oligacanthorhynchus taenioides - (Diesing, 1851)
775. Oligacanthorhynchus thumbi - Haffner, 1939
776. Oligacanthorhynchus tortuosa - (Leidy, 1850)
777. Oligacanthorhynchus tumida - (Van Cleave, 1947)
778. Oligoterorhynchus campylurus - (Nitzsch, 1857)
779. Oncicola campanulata - (Diesing, 1851)
780. Oncicola canis - (Kaupp, 1909)
781. Oncicola chibigouzouensis - Machado, 1963
782. Oncicola confusus - (Machado, 1950)
783. Oncicola dimorpha - Meyer, 1931
784. Oncicola freitasi - (Machado, 1950)
785. Oncicola gigas - Meyer, 1931
786. Oncicola justatesticularis - (Machado, 1950)
787. Oncicola luehei - (Travassos, 1917)
788. Oncicola machadoi - Schmidt, 1972
789. Oncicola macrurae - Meyer, 1931
790. Oncicola magalhaesi - Machado, 1962
791. Oncicola malayanus - Toumanoff, 1947
792. Oncicola martini - Schmidt, 1977
793. Oncicola michaelseni - Meyer, 1932
794. Oncicola micracantha - Machado, 1949
795. Oncicola oncicola - (von Ihering, 1892)
796. Oncicola paracampanulata - Machado, 1963
797. Oncicola pomatostomi - (Johnston & Cleland, 1912)
798. Oncicola schacheri - Schmidt, 1972
799. Oncicola sigmoides - (Meyer, 1932)
800. Oncicola spirula - (Olfers in Rudolphi, 1819)
801. Oncicola travassosi - Witenberg, 1938
802. Oncicola venezuelensis - Marteau, 1977
803. Owilfordia olseni - Schmidt & Kuntz, 1967
804. Owilfordia schmidti - V. Gupta & S. Fatma, 1988
805. Owilfordia teliger - (Van Cleave, 1949)
806. Pachysentis angolensis - (Golvan, 1957)
807. Pachysentis canicola - Meyer, 1931
808. Pachysentis dollfusi - (Machado, 1950)
809. Pachysentis ehrenbergi - Meyer, 1931
810. Pachysentis gethi - (Machado, 1950)
811. Pachysentis lenti - (Machado, 1950)
812. Pachysentis procumbens - Meyer, 1931
813. Pachysentis procyonis - (Machado, 1950)
814. Pachysentis rugosus - (Machado, 1950)
815. Pachysentis septemserialis - (Machado, 1950)
816. Palliolisentis ornatus - Machado, 1960
817. Palliolisentis polyonca - Schmidt & Hugghins, 1973
818. Palliolisentis quinqueungulis - Machado, 1960
819. Pallisentis chongqingensis - D. y. Liu & Z. k. Zhang, 1993
820. Pallisentis cleatus - (Van Cleave, 1928)
821. Pallisentis clupei - S. P. Gupta & R. C. Gupta, 1980
822. Pallisentis fotedari - V. Gupta & Gunjan-Sinh, 1992
823. Pallisentis gaboes - (MacCallum, 1918)
824. Pallisentis garuai - (Sahay, Sinha, Gosh, 1971)
825. Pallisentis gomtii - S. P. Gupta & S. L. Verma, 1980
826. Pallisentis guptai - V. Gupta & S. Fatma, 1986
827. Pallisentis jagani - P. L. Koul, M. K. Raina, P. Bambroo & U. Koul, 1992
828. Pallisentis kalriai - A. Khan & F. M. Bilqees, 1985
829. Pallisentis nagpurensis - (Bhalerao, 1931)
830. Pallisentis nandai - Sarkar, 1953
831. Pallisentis panadei - Rai, 1967
832. Pallisentis pesteri - (Tadros, 1966)
833. Pallisentis rexus - Wongkham & Whitfield, 1999
834. Pallisentis sindensis - A. Khan & F. M. Bilqees, 1987
835. Pallisentis umbellatus - Van Cleave, 1928
836. Pallisentis ussuriense - (Kostylew, 1941)
837. Pandosentis iracundus - Van Cleave, 1920
838. Paracanthocephaloides chabanaudi - (Dollfus, 1951)
839. Paracanthocephaloides golvani - K. J. Chandra, K. Hanumantha-Rao & K. Shyamasundari, 1984
840. Paracanthocephaloides tripathii - Golvan, 1969
841. Paracanthorhynchus galaxiasus - Edmonds, 1967
842. Paracavisoma impudica - Diesing, 1851
843. Paradentitruncus arii - (Wang, 1966)
844. Paradentitruncus longireceptaculis - F. Moravec & O. Sey, 1989
845. Paraechinorhynchus kalriai - F. M. Bilqees & A. Khan, 1983
846. Paragorgorhynchus albertianum - Golvan, 1957
847. Paragorgorhynchus chariensis - Troncy, 1970
848. Paralongicollum nemacheili - O. M. Amin, O. N. Bauer & E. G. Sidorov, 1991
849. Paralongicollum sergenti - (Choquette & Gayot, 1952)
850. Pararaosentis golvani - (Troncy & Vassiliades, 1973)
851. Paratenuisentis ambiguus - (Van Cleave, 1921)
852. Paulisentis fractus - Van Cleave & Bangham, 1949
853. Paulisentis missouriensis - Keppner, 1974
854. Pilum pilum - Williams, 1976
855. Plagiorhynchus allisonae - Smales, 2002
856. Plagiorhynchus asturi - (Gupta & Lata, 1967)
857. Plagiorhynchus charadrii - (Yamaguti, 1939)
858. Plagiorhynchus charadriicola - (Dollfus, 1953)
859. Plagiorhynchus crassicollis - (Villot, 1875)
860. Plagiorhynchus kuntzi - V. Gupta & S. Fatma, 1988
861. Plagiorhynchus lemnisalis - Belopolskaia, 1958
862. Plagiorhynchus linearis - (Westrumb, 1821)
863. Plagiorhynchus menurae - (Johnston, 1912)
864. Plagiorhynchus odhneri - Lundström, 1942
865. Plagiorhynchus paulus - Van Cleave & Williams, 1950
866. Plagiorhynchus pigmentatum - de Marval, 1902
867. Plagiorhynchus ponticus - O. I. Lisitsyna, 1992
868. Plagiorhynchus pupa - (Linstow, 1905)
869. Plagiorhynchus rosai - Porta, 1910
870. Plagiorhynchus spiralis - (Rudolphi, 1809)
871. Plagiorhynchus totani - (Porta, 1910)
872. Plagiorhynchus urichi - Cameron, 1936
873. Polyacanthorhynchus caballeroi - Diaz-Ungria & Rodrigo, 1960
874. Polyacanthorhynchus kenyensis - Schmidt & Canaris, 1967
875. Polyacanthorhynchus macrorhynchus - (Diesing, 1856)
876. Polyacanthorhynchus rhopalorhynchus - (Diesing, 1851)
877. Polymorphus actuganensis - Petrotschenko, 1949
878. Polymorphus acutis - Van Cleave & Starrett, 1940
879. Polymorphus ariusus - (Bilqees, 1971)
880. Polymorphus biziurae - Johnston & Edmonds, 1948
881. Polymorphus brevis - (Van Cleave, 1916)
882. Polymorphus chongqingensis - D. Liu, Z. Zhang & L. Zhang, 1990
883. Polymorphus cincli - Belopolskaia, 1959
884. Polymorphus contortus - (Bremser, 1821)
885. Polymorphus corynoides - Skrjabin, 1913
886. Polymorphus corynosoma - Travassos, 1915
887. Polymorphus crassus - Van Cleave, 1924
888. Polymorphus cucullatus - Van Cleave & Starret, 1940
889. Polymorphus diploinflatus - Lundström, 1942
890. Polymorphus gavii - Hokhlova, 1965
891. Polymorphus inermis - Travassos, 1923
892. Polymorphus karachiensis - (Bilqees, 1971)
893. Polymorphus kostylewi - Petrotschenko, 1949
894. Polymorphus marchii - Porta, 1910
895. Polymorphus marilis - Van Cleave, 1939
896. Polymorphus mathevossianae - Petrotschenko, 1949
897. Polymorphus meyeri - Lundström, 1942
898. Polymorphus miniatus - (von Linstow, 1896)
899. Polymorphus minutus - Goeze, 1782
900. Polymorphus mutabilis - (Rudolphi, 1819)
901. Polymorphus nickoli - Khan & Bilqees, 1998
902. Polymorphus obtusus - Van Cleave, 1918
903. Polymorphus paradoxus - Connel & Corner, 1957
904. Polymorphus paucihamatus - Heinze, 1936
905. Polymorphus phippsi - Kostylew, 1922
906. Polymorphus sindensis - Khan, Ghazi & Bilqees, 2002
907. Polymorphus striatus - (Goeze, 1782)
908. Polymorphus strumosoides - Lundström, 1942
909. Polymorphus swartzi - Schmidt, 1965
910. Polymorphus trochus - Van Cleave, 1945
911. Pomphorhynchus bosniacus - Kistaroly & Cankovic, 1969
912. Pomphorhynchus bufonis - Fotedar, Duda & Raina, 1970
913. Pomphorhynchus bulbocolli - Linkins in Van Cleave, 1919
914. Pomphorhynchus cylinderius - Wang-Puqi & Guo-Qizh, 1983
915. Pomphorhynchus dubious - Kaw, 1941
916. Pomphorhynchus francoisae - Golvan, 1969
917. Pomphorhynchus intermedius - Engelbrecht, 1957
918. Pomphorhynchus jammuensis - Fotedar & Dhar, 1977
919. Pomphorhynchus kashmirense - Kaw, 1941
920. Pomphorhynchus kawi - Fotedar, Duda & Raina, 1970
921. Pomphorhynchus kostylewi - Petrotschenko, 1956
922. Pomphorhynchus laevis - (Zoega in Müller, 1776)
923. Pomphorhynchus lucyi - E. H. J. Williams & W. A. Rogers, 1984
924. Pomphorhynchus megacanthus - Fotedar & Dhar, 1977
925. Pomphorhynchus oreini - Fotedar & Dhar, 1977
926. Pomphorhynchus orientalis - Fotedar & Dhar, 1977
927. Pomphorhynchus patagonicus - S. Ortubay, C. Ubeda, L. Semenas & C. Kennedy, 1991
928. Pomphorhynchus perforator - (von Linstow, 1908)
929. Pomphorhynchus rocci - Cordonnier & Ward, 1967
930. Pomphorhynchus sebastichthydis - Yamaguti, 1939
931. Pomphorhynchus sphaericus - Gil de Pertierra, Spatz & Doma, 1996
932. Pomphorhynchus spindletruncatus - Amin, Abdullah & Mhaisen, 2003
933. Pomphorhynchus tereticollis - (Rudolphi, 1809)
934. Pomphorhynchus tori - Fotedar & Dhar, 1977
935. Pomphorhynchus yamagutii - Schmidt & Higgins, 1973
936. Pomphorhynchus yunnanensis - P. Q. Wang, 1981
937. Porrorchis bazae - (Southwell & Macfie, 1925)
938. Porrorchis brevicanthus - (Das, 1949)
939. Porrorchis centropi - (Porta, 1910)
940. Porrorchis chauhani - V. Gupta & S. Fatma, 1986
941. Porrorchis crocidurai - V. Gupta & S. Fatma, 1986
942. Porrorchis elongatus - Fukui, 1929
943. Porrorchis houdemeri - (Joyeux & Baer, 1935)
944. Porrorchis hydromuris - (Edmonds, 1957)
945. Porrorchis hylae - (Johnston, 1914)
946. Porrorchis indicus - (Das, 1957)
947. Porrorchis keralensis - P. V. George & A. M. Nadakal, 1984
948. Porrorchis leibyi - Schmidt & Kuntz, 1967
949. Porrorchis maxvachoni - (Golvan & Brygoo, 1965)
950. Porrorchis nickoli - Guillermo Salgado-Maldonado & Cruz-Reyes, 2002
951. Porrorchis oti - Yamaguti, 1939
952. Porrorchis rotundatus - (von Linstow, 1897)
953. Profilicollis altmani - (Perry, 1942)
954. Profilicollis antarcticus - K. Zdzitowiecki, 1985
955. Profilicollis arcticus - (Van Cleave, 1920)
956. Profilicollis botulus - Van Cleave, 1916
957. Profilicollis chasmagnathi - (B. Holcman-Spector, F. Mane-Garzon & E. Dei-Cas, 1978)
958. Profilicollis formosus - (Schmidt & Kuntz, 1967)
959. Profilicollis kenti - (Van Cleave, 1947)
960. Profilicollis major - (Lundström, 1942)
961. Profilicollis novaezelandensis - Brockerhoff & Smales, 2002
962. Profilicollis sphaerocephalus - (Bremser in Rudolphi, 1819)
963. Promoniliformis ovocristatus - (Linstow, 1897)
964. Prosthenorchis elegans - (Diesing, 1851)
965. Prosthenorchis fraterna - (Baer, 1959)
966. Prosthenorchis sinicus - Hu-Jiand, 1990
967. Prosthorhynchus angrense - Travassos, 1926
968. Prosthorhynchus asymmetricus - M. M. Belopolskaya, 1983
969. Prosthorhynchus bullocki - (Schmidt & Kuntz, 1966)
970. Prosthorhynchus cylindraceus - (Goeze, 1782)
971. Prosthorhynchus gallinagi - (Schachtachtinskaja, 1953)
972. Prosthorhynchus genitopapillatus - Lundström, 1942
973. Prosthorhynchus golvani - (Schmidt & Kuntz, 1966)
974. Prosthorhynchus gracilis - Petrotschenko, 1958
975. Prosthorhynchus limnobaeni - Tubangui, 1933
976. Prosthorhynchus longirostris - Travassos, 1926
977. Prosthorhynchus malayensis - (Tubangui, 1935)
978. Prosthorhynchus nicobarensis - Soota & Kansal, 1970
979. Prosthorhynchus ogatai - (Fukui & Morisita, 1936)
980. Prosthorhynchus pittarum - Tubangui, 1935
981. Prosthorhynchus rectus - (Linton, 1892)
982. Prosthorhynchus reticulatus - (Westrumb, 1821)
983. Prosthorhynchus rheae - (Marval, 1902)
984. Prosthorhynchus rossicus - Kostylew, 1915
985. Prosthorhynchus russelli - (Tadros, 1970)
986. Prosthorhynchus schmidti - Golvan, 1994
987. Prosthorhynchus scolopacidis - Kostylev, 1915
988. Pseudauchen epinepheli - (Yamaguti, 1939)
989. Pseudoacanthocephalus betsileo - Golvan, Houin & Bygoo, 1969
990. Pseudoacanthocephalus bigueti - (Houin, Golvan & Bygoo, 1965)
991. Pseudoacanthocephalus bufonicola - (Kostylew, 1941)
992. Pseudoacanthocephalus bufonis - (Shipley, 1903)
993. Pseudoacanthocephalus caucasicus - (Petrotschenko, 1953)
994. Pseudoacanthocephalus perthensis - Edmonds, 1971
995. Pseudoacanthocephalus rauschi - V. Gupta & S. Fatma, 1986
996. Pseudoacanthocephalus xenopeltidis - (Shipley, 1903)
997. Pseudocavisoma chromitidis - (Cable & Quick, 1954)
998. Pseudogordiorhynchus antonmeyeri - Golvan, 1957
999. Pseudogorgorhynchus arii - Moravec, Wolter & Korting, 2000
1000. Pseudoleptorhynchoides lamothei - Guillermo Salgado-Maldonado, 1976
1001. Pseudolueheia boreotis - (Van Cleave & Williams, 1951)
1002. Pseudolueheia korathai - V. Gupta & S. Fatma, 1988
1003. Pseudolueheia pittae - Schmidt & Kuntz, 1967
1004. Pseudorhadinorhynchus cinereus - S. P. Gupta & M. Naqvi, 1983
1005. Pseudorhadinorhynchus cochinensis - S. P. Gupta & M. Naqvi, 1983
1006. Pseudorhadinorhynchus deeghai - Saxena, 2003
1007. Pseudorhadinorhynchus dussamicitatum - Gupta & Gupta, 1971
1008. Pseudorhadinorhynchus ernakulensis - Gupta & Gupta, 1971
1009. Pseudorhadinorhynchus guptai - V. Gupta & G. Sinha, 1993
1010. Pseudorhadinorhynchus leuciscus - (Krotov & Petrochenko, 1956)
1011. Pseudorhadinorhynchus markewitchi - Achmerow & Dombrovskaja-Achinerova, 1941
1012. Pseudorhadinorhynchus mujibi - S. P. Gupta & M. Naqvi, 1983
1013. Pseudorhadinorhynchus nandai - V. Gupta & G. Sinha, 1993
1014. Pseudorhadinorhynchus orissai - V. Gupta & S. Fatma, 1985
1015. Pseudorhadinorhynchus pseudaspii - Achmerow & Dombrovskaja-Achinerova, 1941
1016. Pseudorhadinorhynchus samegaiensis - Nakajima, 1975
1017. Pseudorhadinorhynchus srivastavai - V. Gupta & S. Fatma, 1985
1018. Pseudorhadinorhynchus vietnamensis - F. Moravec & O. Sey, 1989
1019. Pyriproboscis heronensis - (Pichelin, 1997)
1020. Quadrigyrus brasiliensis - Machado, 1941
1021. Quadrigyrus chinensis - G. L. Mao, 1979
1022. Quadrigyrus guptai - V. Gupta & Gunjan-Sinh, 1992
1023. Quadrigyrus machadoi - S. P. de Fabio, 1983
1024. Quadrigyrus nickoli - Schmidt & Hugghins, 1973
1025. Quadrigyrus polyspinosus - Li, 1984
1026. Quadrigyrus rhodei - P. Q. Wang, 1980
1027. Quadrigyrus simhai - V. Gupta & S. Fatma, 1986
1028. Quadrigyrus torquatus - Van Cleave, 1920
1029. Raorhynchus cadenati - V. Gupta & Gunjan-Sinh, 1992
1030. Raorhynchus guptai - P. C. Gupta & Pramod-Kuma, 1987
1031. Raorhynchus inexpectatus - Golvan, 1969
1032. Raorhynchus megalaspisi - Wang, Wang & Wu, 1993
1033. Raorhynchus meyeri - (Heinze, 1934)
1034. Raorhynchus polynemi - Tripathi, 1959
1035. Raorhynchus schmidti - P. V. George & A. M. Nadakal, 1978
1036. Raorhynchus terebra - (Rudolphi, 1819)
1037. Raorhynchus thapari - V. Gupta & S. Fatima, 1981
1038. Raosentis dattai - V. Gupta & S. Fatma, 1986
1039. Raosentis ivaniosi - P. V. George & A. M. Nadakal, 1978
1040. Raosentis podderi - Datta, 1947
1041. Raosentis thapari - Rai, 1967
1042. Rhadinorhynchoides miyagawai - Fukui & Morisita, 1937
1043. Rhadinorhynchus africanus - (Golvan, Houin & Deltour, 1963)
1044. Rhadinorhynchus atheri - (H. U. Farooqui, 1981)
1045. Rhadinorhynchus bicircumspinis - J. N. A. Hooper, 1983
1046. Rhadinorhynchus cadenati - (Golvan & Houin, 1964)
1047. Rhadinorhynchus camerounensis - Golvan, 1969
1048. Rhadinorhynchus capensis - Bray, 1974
1049. Rhadinorhynchus carangis - Yamaguti, 1939
1050. Rhadinorhynchus chongmingnensis - Q. Huang, D. Zheng, B. Deng, L. Fan & G. Ni, 1988
1051. Rhadinorhynchus cololabis - Laurs & McCauley, 1964
1052. Rhadinorhynchus decapteri - Parukhin & Kovalenko, 1976
1053. Rhadinorhynchus ditrematis - Yamaguti, 1939
1054. Rhadinorhynchus dollfusi - V. Gupta & S. Fatma, 1987
1055. Rhadinorhynchus dujardini - Golvan, 1969
1056. Rhadinorhynchus echeneisi - S. P. Gupta & R. C. Gupta, 1980
1057. Rhadinorhynchus erumeii - (V. Gupta & S. Fatima, 1981)
1058. Rhadinorhynchus ganapatii - K. J. Chandra, K. Hanumantha-Rao & K. Shyamasundari, 1985
1059. Rhadinorhynchus hiansi - T. D. Soota & S. B. Bhattacharya, 1981
1060. Rhadinorhynchus japonicus - Fujita, 1920
1061. Rhadinorhynchus johnstoni - Golvan, 1969
1062. Rhadinorhynchus keralensis - V. Gupta & S. Fatma, 1987
1063. Rhadinorhynchus lintoni - Cable & Linderoth, 1963
1064. Rhadinorhynchus ornatus - Van Cleave, 1918
1065. Rhadinorhynchus pelamysi - S. P. Gupta & R. C. Gupta, 1980
1066. Rhadinorhynchus plagioscionis - V. E. Thatcher, 1980
1067. Rhadinorhynchus plotosi - A. M. Parukhin, 1985
1068. Rhadinorhynchus polynemi - Gupta & Lata, 1967
1069. Rhadinorhynchus pristis - (Rudolphi, 1802)
1070. Rhadinorhynchus salatrix - Troncy & Vassiliades, 1973
1071. Rhadinorhynchus seriolae - (Yamaguti, 1963)
1072. Rhadinorhynchus stunkardii - V. Gupta & S. Fatma, 1987
1073. Rhadinorhynchus trachuri - Harada, 1935
1074. Rhadinorhynchus trivandricus - P. V. George & A. M. Nadakal, 1978
1075. Rhadinorhynchus vancleavei - Golvan, 1969
1076. Rhadinorhynchus zhukovi - Golvan, 1969
1077. Sachalinorhynchus skrjabini - Krotov & Petrotschenko, 1956
1078. Sclerocollum robustum - Edmonds, 1964
1079. Sclerocollum rubrimaris - G. D. Schmidt & I. Paperna, 1978
1080. Serrasentis engraulisi - S. P. Gupta & R. C. Gupta, 1980
1081. Serrasentis fotedari - V. Gupta & S. Fatma, 1980
1082. Serrasentis golvani - P. C. Gupta & Pramod-Kuma, 1987
1083. Serrasentis lamelliger - (Diesing, 1854)
1084. Serrasentis manazo - Bilqees & Khan, 2005
1085. Serrasentis mujibi - Bilqees, 1972
1086. Serrasentis nadakali - P. V. George & A. M. Nadakal, 1978
1087. Serrasentis psenesi - S. P. Gupta & R. C. Gupta, 1980
1088. Serrasentis sagittifer - (Linton, 1889)
1089. Serrasentis sciaenus - Bilqees, 1972
1090. Serrasentis sidaroszakaio - Tadros, Iskandar & Wassef, 1979
1091. Serrasentoides fistulariae - Parukhin, 1971
1092. Slendrorhynchus breviclaviproboscis - Amin & Sey, 1996
1093. Solearhynchus soleae - (Porta, 1905)
1094. Southwellina dimorpha - G.D. Schmidt, 1973
1095. Southwellina hispida - Van Cleave, 1925
1096. Southwellina macracanthus - (Ward & Winter, 1952)
1097. Southwellina ponticum - (Petrotschenko & Smogorjevskaja, 1962)
1098. Sphaerechinorhynchus macropisthospinus - Amin, Wongsawad, Marayong, Saehoong, Suwattanacoupt & Say, 1998
1099. Sphaerechinorhynchus ophiograndis - Bolette, 1997
1100. Sphaerechinorhynchus rotundocapitatus - (Johnston, 1912)
1101. Sphaerechinorhynchus serpenticola - Schmidt & Kuntz, 1966
1102. Sphaerirostris areolatus - (Rudolphi, 1819)
1103. Sphaerirostris batrachus - (Das, 1952)
1104. Sphaerirostris dollfusi - Golvan, 1994
1105. Sphaerirostris erraticus - (Chandler, 1925)
1106. Sphaerirostris globuli - (H. S. Nama & G. S. Rathore, 1984)
1107. Sphaerirostris lancea - (Westrumb, 1821)
1108. Sphaerirostris lesiniformis - (Molin, 1859)
1109. Sphaerirostris maryasis - (Datta, 1933)
1110. Sphaerirostris opimus - (Travassos, 1919)
1111. Sphaerirostris physocoracis - (Porta, 1913)
1112. Sphaerirostris picae - (Rudolphi, 1819)
1113. Sphaerirostris pinguis - (Van Cleave, 1918)
1114. Sphaerirostris reptans - (Bhalerao, 1931)
1115. Sphaerirostris robustus - (Datta, 1928)
1116. Sphaerirostris saxicoloides - (H. S. Nama & G. S. Rathore, 1984)
1117. Sphaerirostris serpenticola - (Linstow, 1908)
1118. Sphaerirostris tenuicaudatus - (Marotel, 1889)
1119. Sphaerirostris turdi - (Yamaguti, 1939)
1120. Sphaerirostris wertheimae - Schmidt, 1975
1121. Spiracanthus bovichthys - S.A. Munoz & M. George-Nascimento, 2002
1122. Tanaorhamphus longirostris - (Van Cleave, 1913)
1123. Tchadorhynchus quentini - Troncy, 1970
1124. Tegorhynchus brevis - Van Cleave, 1921
1125. Tegorhynchus edmondsi - (Golvan, 1960)
1126. Tegorhynchus holospinosus - Amin & Sey, 1996
1127. Tegorhynchus pectinarius - (Van Cleave, 1940)
1128. Telosentis australiensis - Edmonds, 1964
1129. Telosentis exiguus - (von Linstow, 1901)
1130. Telosentis lutianusi - V. C. Gupta & P. C. Gupta, 1990
1131. Telosentis mizellei - V. Gupta & S. Fatma, 1988
1132. Telosentis molini - Van Cleave, 1923
1133. Telosentis tenuicornis - (von Linton, 1892)
1134. Tenuiproboscis bilqeesae - S. P. Gupta & M. Naqvi, 1992
1135. Tenuiproboscis clupei - V. Gupta & Gunjan-Sinh, 1992
1136. Tenuiproboscis edmondi - S. P. Gupta & M. Naqvi, 1992
1137. Tenuiproboscis ernakulensis - S. P. Gupta & M. Naqvi, 1992
1138. Tenuiproboscis guptai - V. Gupta & G. Sinha, 1989
1139. Tenuiproboscis misgurni - Yamaguti, 1935
1140. Tenuisentis niloticus - (Meyer, 1932)
1141. Wolffhugelia matercula - Mane-garzon & Dei-cas, 1974
1142. Yamagutisentis delamuri - A. M. Parukhin, 1989
1143. Yamagutisentis neobythitis - (Yamaguti, 1939)
1144. Yamagutisentis rhinoplagusiae - (Yamaguti, 1935)
1145. Zeylonechinorhynchus longinuchalis - Fernando & Furtado, 1963